# Fissidens persicus
Fissidens persicus är en bladmossart som beskrevs av Ruthe in Juratzka och Carl August Julius Milde 1870. Fissidens persicus ingår i släktet fickmossor, och familjen Fissidentaceae. Inga underarter finns listade i Catalogue of Life.